# 杜玧
杜玧（1466年—？），字仲純，山東兖州府滕縣人，旗籍，明朝政治人物。

## 生平
弘治八年（1495年）乙卯科山東鄉試第三十三名舉人。弘治九年（1496年）聯捷丙辰科會試第一百五十六名，三甲第一百三十九名進士。

## 家族
曾祖杜文興，指揮；祖父杜春，百戶；父杜紀，吳縣訓導。嫡母朱氏；生母李氏。慈侍下。